# Обвиль
Обви́ль (фр. Aubeville) — коммуна во Франции, находится в регионе Пуату — Шаранта. Департамент — Шаранта. Входит в состав кантона Бланзак-Поршрес. Округ коммуны — Ангулем.
Код INSEE коммуны — 16021.
Коммуна расположена приблизительно в 420 км к юго-западу от Парижа, в 125 км южнее Пуатье, в 21 км к юго-западу от Ангулема.

## Население
Население коммуны на 2008 год составляло 142 человека.
| 1962 | 1968 | 1975 | 1982 | 1990 | 1999 | 2008 |
| ---- | ---- | ---- | ---- | ---- | ---- | ---- |
| 198  | 195  | 153  | 139  | 130  | 142  | 142  |

## Экономика
В 2007 году среди 76 человек в трудоспособном возрасте (15—64 лет) 61 были экономически активными, 15 — неактивными (показатель активности — 80,3 %, в 1999 году было 57,5 %). Из 61 активных работали 57 человек (33 мужчины и 24 женщины), безработных было 4 (0 мужчин и 4 женщины). Среди 15 неактивных 0 человек были учениками или студентами, 7 — пенсионерами, 8 были неактивными по другим причинам.

## Фотогалерея

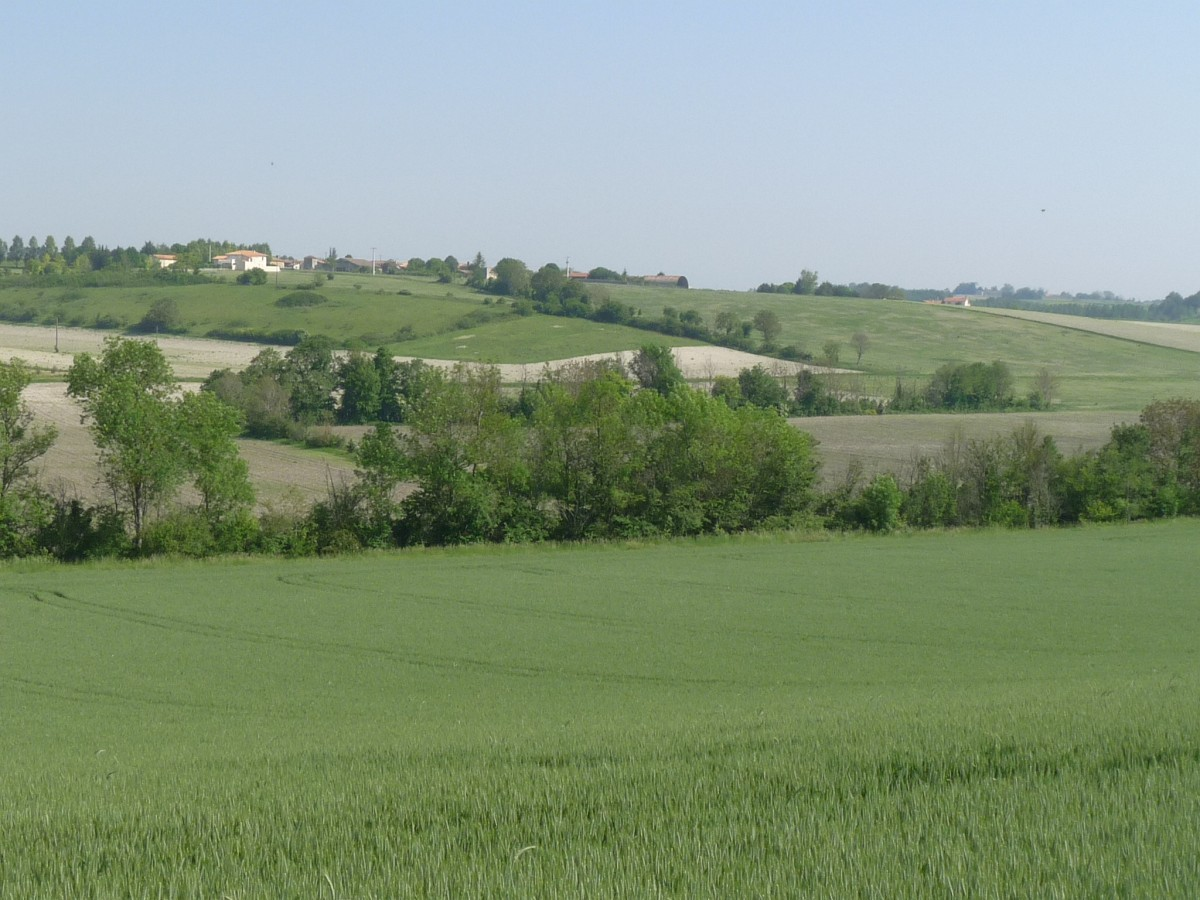
Обвиль
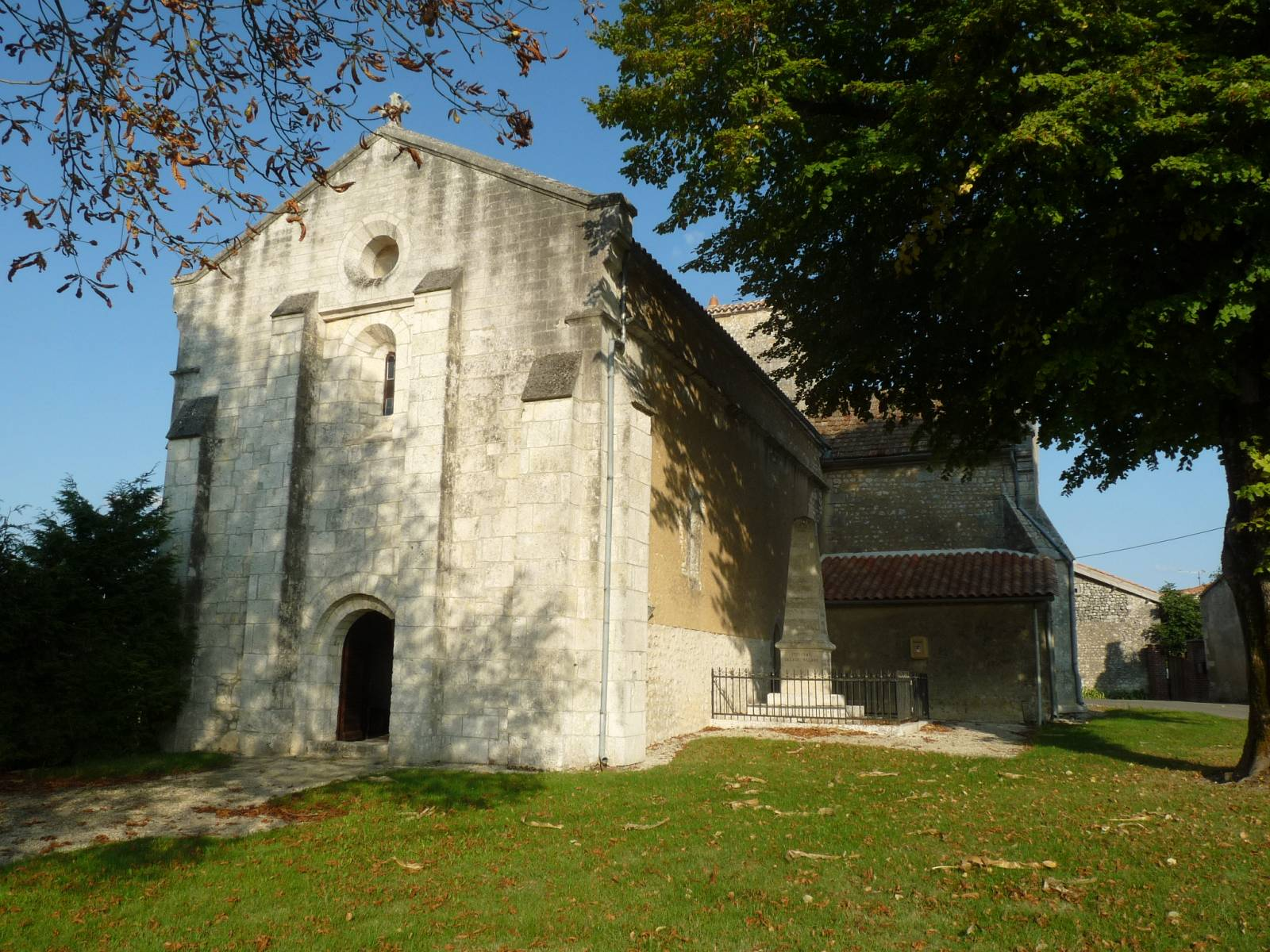
Церковь Сен-Сибар
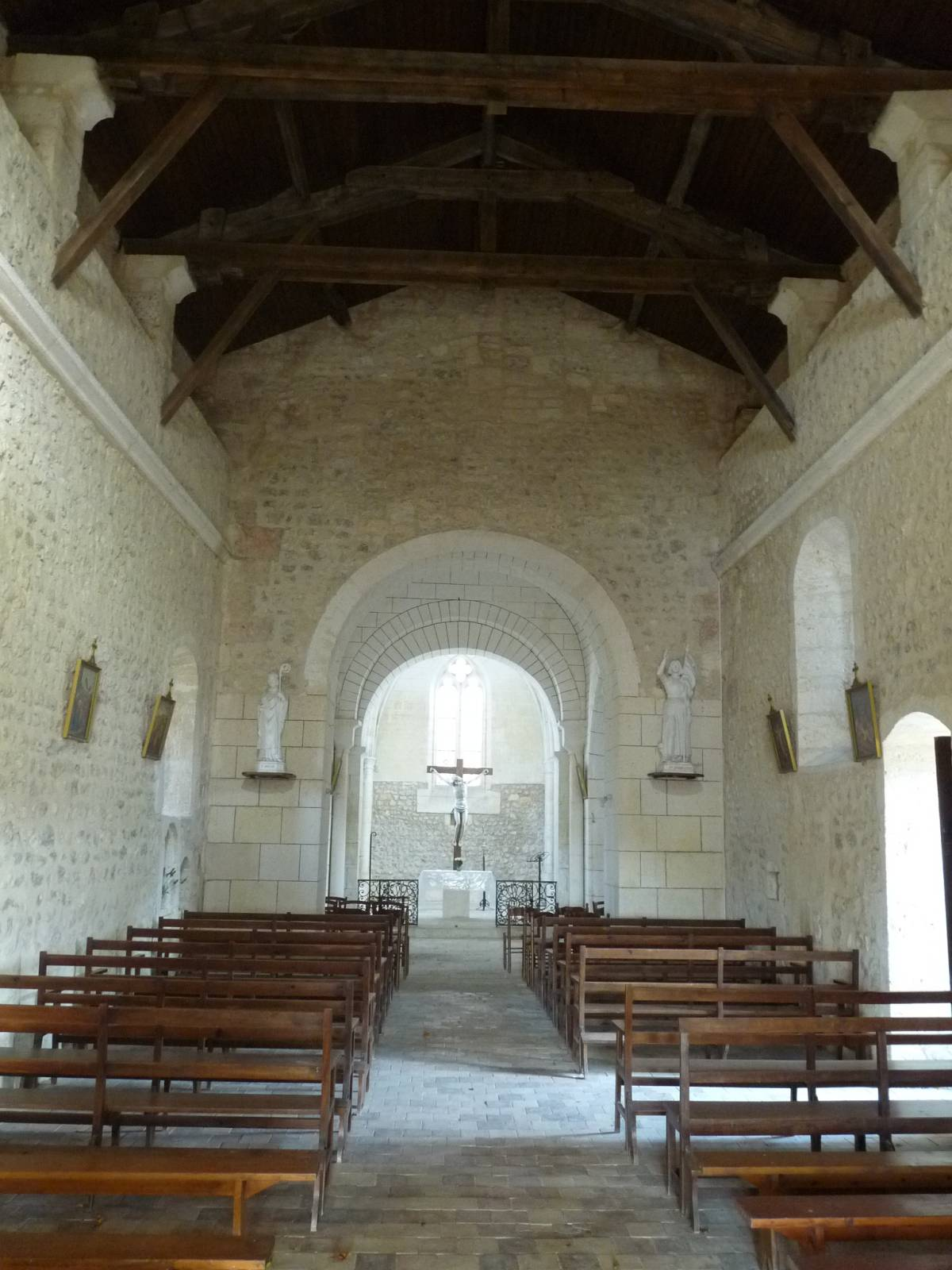
Интерьер церкви Сен-Сибар